# Arctosa simoni
Arctosa simoni este o specie de păianjeni din genul Arctosa, familia Lycosidae, descrisă de Guy, 1966.
Este endemică în Turcia. Conform Catalogue of Life specia Arctosa simoni nu are subspecii cunoscute.